# Astragalus mollissimus
Astragalus mollissimus är en ärtväxtart som beskrevs av John Torrey. Astragalus mollissimus ingår i släktet vedlar, och familjen ärtväxter.

## Underarter
Arten delas in i följande underarter:
- A. m. bigelovii
- A. m. coryi
- A. m. earlei
- A. m. irolanus
- A. m. marcidus
- A. m. matthewsii
- A. m. mogollonicus
- A. m. mollissimus
- A. m. nitens
- A. m. thompsoniae